# 喬許·布朗希爾
喬許·布朗希爾（英語：Josh Brownhill；1995年12月19日—）是一位英格蘭足球運動員。在場上的位置是中場。曾效力於英超球隊般尼及英冠球隊普雷斯頓。

## 俱樂部生涯

### 班來
2020年2月22日，布朗希爾在球隊對上伯恩茅斯的主場比賽以3-0獲勝的情況下首次亮相。

## 榮譽
巴恩斯利
- 英格蘭足球聯賽錦標賽冠軍：2015–16
- 英格蘭足球甲級聯賽附加賽冠軍：2016

般尼
- 英冠冠軍 : 2022-23[7]

## 外部連結
- 足球数据库：喬許·布朗希爾的球员统计数据